# Brzeźniak (Człopa)
Brzeźniak (deutsch Birkholz, früher Birkholtz oder Barkholtz) ist ein Dorf in der Landgemeinde (Gmina) Człopa (Schloppe) im Powiat Wałecki  (Deutsch Kroner Kreis)  der polnischen Woiwodschaft Westpommern.

## Geographische Lage
Die Ortschaft liegt im Netzedistrikt im ehemaligen Westpreußen, etwa 32 Kilometer südwestlich von Deutsch Krone (Wałcz), acht Kilometer nordnordwestlich von Schloppe (Człopa) und sieben Kilometer nördlich von Salm (Załom).

## Geschichte
Die Grenzregion des Netzedistrikts, in der das Dorf liegt, hatte ursprünglich zum Herzogtum Pommern gehört, war vorübergehend unter polnische Herrschaft gelangt und dann an die Markgrafen von Brandenburg gekommen. Im Rahmen der Ersten Teilung Polen-Litauens wurde das Dorf 1772 zusammen mit dem Landkreis Deutsch Krone mit Preußen wiedervereinigt.
Ältere Ortsbezeichnungen sind  Berthold (1337) sowie Barcholdt oder Barholz (1641),  neupolnisch Brzeżniak (Übersetzung). Im Jahr 1337 gehörte der Ort zur Terra Tęczik, hatte 64 Hufen und lag wüst. Überliefert ist ein Dorfprivilegium von 1672. Im Dorf waren zwei Freileute mit Privilegien von 1701 und 1769. Das Dorf gehörte im 19. Jahrhundert zum Amt Schloppe.
Um 1930 hatte die Gemeinde Birkholz eine 5 km² große Gemarkungsfläche, und im Gemeindegebiet, in dem Birkholz der einzige Wohnplatz war, standen acht bewohnte Wohnhäuser.
Im Jahr 1945 gehörte Birkholz zum Landkreis Deutsch Krone im Regierungsbezirk Grenzmark Posen-Westpreußen der preußischen Provinz Pommern des Deutschen Reichs. Birkholz war dem Amtsbezirk Salm zugeordnet.
Im Februar 1945 wurde Birkholz von der Roten Armee besetzt. Nach Beendigung der Kampfhandlungen wurde die Region seitens der sowjetischen Besatzungsmacht zusammen mit ganz Hinterpommern und der südlichen Hälfte Ostpreußens – militärische Sperrgebiete ausgenommen – der Volksrepublik Polen zur Verwaltung überlassen. Es wanderten nun Polen zu. Birkholz wurde unter der polnischen Ortsbezeichnung „Brzeźniak“ verwaltet. Die einheimische Bevölkerung wurde von der polnischen Administration aus Birkholz vertrieben.

### Demographie
| Jahr | Einwohner | Anmerkungen |
| ---- | --------- | --- |
| 1783 | –         | adliges Dorf, zur Herrschaft Schloppe gehörig, sechs Feuerstellen (Haushaltungen), im Netzedistrikt, Kreis Krone |
| 1818 | 70        | königliches Dorf, Amt Schloppe                                                                                   |
| 1864 | 138       | darunter 131 Evangelische und sieben Katholiken                                                                  |
| 1910 | 87        | am 1. Dezember, davon 72 Evangelische und 15 Katholiken                                                          |
| 1925 | 81        | darunter 59 Evangelische und 22 Katholiken                                                                       |
| 1933 | 59        | [ 7 ] |
| 1939 | 88        | am 17. Mai |

## Kirche
Die Protestanten der bis 1945 anwesenden Dorfbevölkerung gehörten zum evangelischen Kirchspiel Schloppe.